# Sue Townsend
Susan Lillian "Sue" Townsend, född 2 april 1946 i Leicester, död 10 april 2014 i Leicester, var en brittisk författare. Hon skapade den fiktiva karaktären Adrian Mole.
År 1999 fick hon veta av läkarna att hon led av svår diabetes, och sedan 2001 var hon nästan blind. Townsend var äldst av tre systrar. Innan hon fyllt 22 födde hon tre barn.
År 1993 utnämndes hon till ledamot av Royal Society of Literature.

## Svenska översättningar
- Min hemliga dagbok - Adrian 13 3/4 år (The secret diary of Adrian Mole) (översättning Else Lundgren) (Legenda, 1984)
- Unge Adrians lidanden (The growing pains of Adrian Mole) (översättning Hans O. Sjöström) (Legenda, 1985)
- Heja Coventry! (Rebuilding Coventry) (översättning Else Lundgren) (Legenda, 1989)
- Adrian Moles bekännelser (True confession of Adrian) (översättning Karl G och Lilian Fredriksson) (Legenda, 1990)
- Drottningen och jag (The queen and I) (översättning Karl G och Lilian Fredriksson) (Natur och kultur, 1993)
- Adrian Moles ljuva liv (Adrian Mole and the small amphibians och Adrian Mole: the wilderness years) (översättning Karl G och Lilian Fredriksson) (Natur och kultur, 1994)
- Spökbarn (Ghost children) (översättning Ingela Bergdahl) (Natur och kultur, 1999)
- Adrian Mole 30 1/4 i cappucinoåldern (Adrian Mole: the cappucino years) (översättning Karl G och Lilian Fredriksson) (Natur och kultur, 2000)
- Kvinnan som gick till sängs i ett år (The woman who went to bed for a year) (översättning Pia Printz) (Printz Publishing, 2013)

### Fotnoter
1. 1 2  Internet Speculative Fiction Database, ISFDB författar-ID: 4493, läst: 9 oktober 2017.[källa från Wikidata]
2. 1 2  Discogs, Discogs artist-ID: 3531506, läst: 9 oktober 2017.[källa från Wikidata]
3. 1 2  Brockhaus Enzyklopädie, Brockhaus Enzyklopädie-ID: townsend-sue, läst: 9 oktober 2017.[källa från Wikidata]
4. ↑  Gemeinsame Normdatei, läst: 13 december 2014.[källa från Wikidata]
5. ↑  Gemeinsame Normdatei, läst: 31 december 2014.[källa från Wikidata]
6. ↑  Källangivelsen på Wikidata använder egenskaper (properties) som inte känns igen av Modul:Cite
7. 1 2 3  Virginia Blain, Isobel Grundy & Patricia Clements, The Feminist Companion to Literature in English : Women Writers from the Middle Ages to the Present, 1990, s. 1088.[källa från Wikidata]
8. ↑  Sue Townsend. Times Online 15 oktober 2006. (Webbåtkomst 9 maj 2008.)
9. ↑  ”Sue Townsend”. Royal Society of Literature. Arkiverad från originalet den 18 februari 2018. https://web.archive.org/web/20180218150615/https://rsliterature.org/fellow/sue-townsend-3/. Läst 18 februari 2018.